# Brachydiplax denticauda
Brachydiplax denticauda là một loài chuồn chuồn ngô được tìm thấy ở Úc, New Guinea, và quần đảo Solomon.

## Hình ảnh

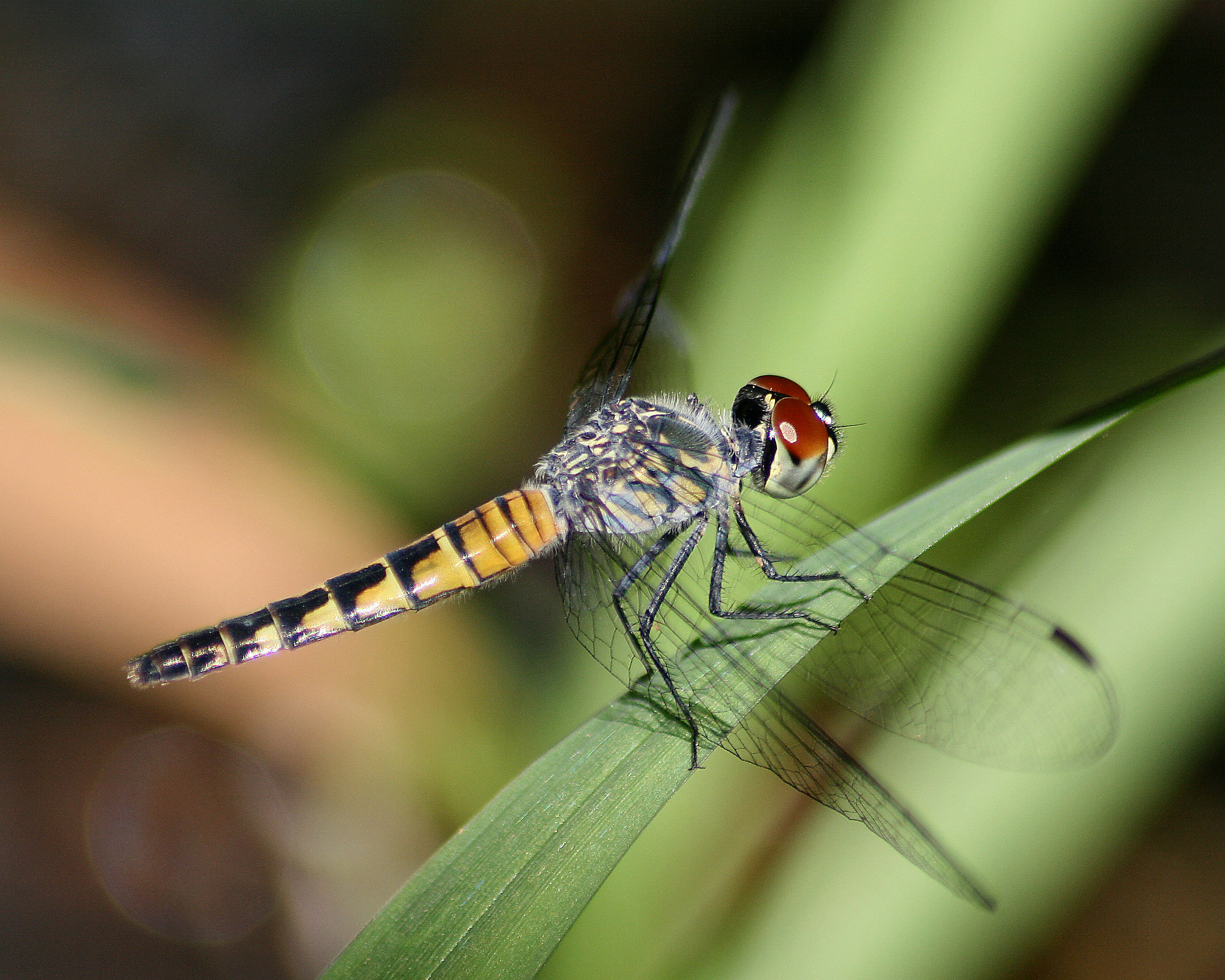
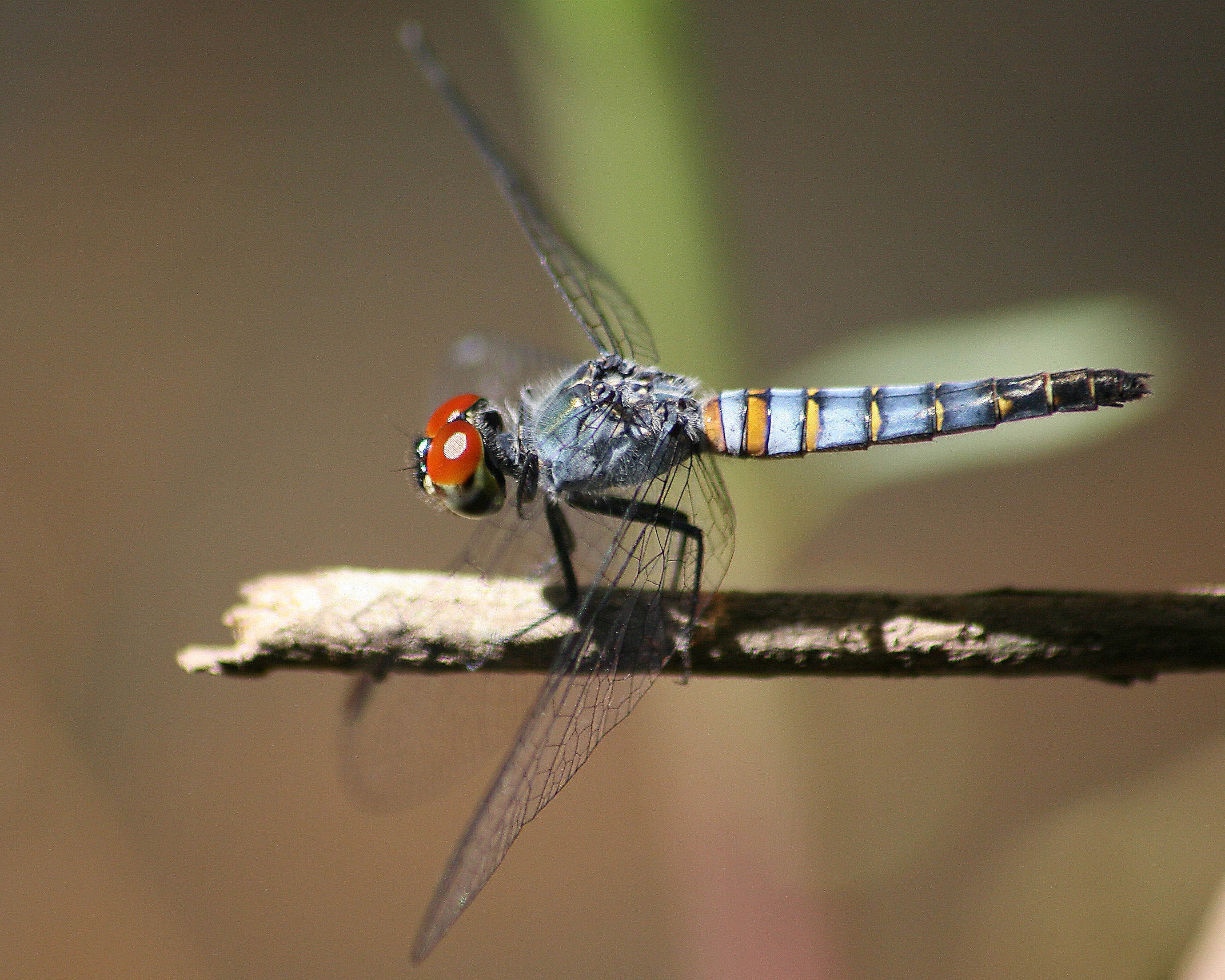